# Bản Lang
Bản Lang là một xã thuộc huyện Phong Thổ, tỉnh Lai Châu, Việt Nam.
Xã Bản Lang có diện tích 103,79 km², dân số năm 1999 là 5537 người, mật độ dân số đạt 53 người/km².